# Batalla de Aqbat al-Bakr
La batalla de Aqbat al-Bakr fue una batalla que se llevó a cabo durante la Fitna de al-Ándalus.
El 2 de junio de 1009, las fuerzas del Califato y las rebeldes bereberes se encontraron en la actual Espiel. Además de los musulmanes, en ella lucharon contingentes catalanes y fuerzas del Reino de León.
Los comandantes de la alianza catalano-bereber eran Wádih, gobernador de la frontera superior en la Marca Media, Ramón Borrell, conde de Barcelona, Ermengol I, conde de Urgel, y Hugo I de Ampurias.